# 中田薬品
中田薬品株式会社（なかだやくひん）は、主に医薬品・一般用医薬品・医薬部外品の卸業をする会社であった。現在は「アルフレッサ ヘルスケア株式会社」である。

## 概要
- 資本金 3000万円
- 本社　東京都杉並区南荻窪4-11-14
- 代表取締役会長  中田清兵衛
- 代表取締役社長  国米博介

## 沿革
- 大正3年6月設立
- 昭和58年4月「丹平商事株式会社」と合併し資本金を390百万円で「丹平中田株式会社」に商号変更（平成23年10月に現在の「アルフレッサ ヘルスケア株式会社」に商号変更）

## 営業所
- 東京中央支店・東京都杉並区南荻窪4-11-14
- 東京西部支店・東京都狛江市和泉2655
- 東京北部支店・東京都足立区保木間1-19-1
- 埼玉支店・埼玉県さいたま市見沼区大和田町2-480
- 千葉支店・千葉県千葉市末広5-12-15
- 東京特約部・東京都杉並区荻窪5-10-25

## 大株主
- マルゴ不動産
- 田辺製薬
- 国米博介

## 主な取引メーカー
- 田辺製薬
- エーザイ
- 藤沢薬品
- 明治製菓
- 森永乳業

## 関連企業
- 千葉漢方医薬研究会
- エントリー商事
- 茶の木屋ビルディング

| スタブアイコン | サブスタブ | この項目は、まだ閲覧者の調べものの参照としては役立たない、企業に関連した書きかけの項目です。この項目を加筆・訂正などしてくださる協力者を求めています（PJ:経済）。 |